# Eddie Gordon
Eddie Gordon (Montego Bay, 22 de julho de 1983) é um lutador jamaicano de artes marciais mistas. Ele ganhou o reality show The Ultimate Fighter: Team Edgar vs. Team Penn no Peso Médio.

## Background
Gordon frequentou a Fordham University e se formou em finanças e marketing e comunicações. Ele trabalhou como diretor de finanças e então como consultor de vendas antes do MMA. Ele começou a treinar para o MMA após influência do seu antigo amigo de escola Chris Weidman, que atualmente é Campeão Peso Médio do UFC.

## Carreira no MMA

### The Ultimate Fighter
Gordon foi revelado como um dos membros do The Ultimate Fighter: Team Edgar vs. Team Penn em 25 de Março de 2014. No round de eliminação, ele derrotou Matt Gabel por decisão unânime após dois rounds. Ele foi a terceira escolha dos médios do treinador Frankie Edgar.
Nas quartas de final, Gordon enfrentou o a primeira escolha da equipe Penn, Mike King. Gordon derrotou King por decisão dividida após três rounds. Após Dana White descrever a luta como "terrível", sentindo que os lutadores não tiveram vontade de vencer. Gordon enfrentou Cathal Pendred nas semifinais. Ele venceu a luta por decisão dividida, garantindo seu lugar na final.

### Ultimate Fighting Championship
Gordon enfrentou o companheiro de equipe Dhiego Lima na final dos médios em 6 de Julho de 2014 no The Ultimate Fighter: Team Edgar vs. Team Penn Finale. Ele venceu por nocaute no primeiro round para se tornar o vencedor do torneio dos médios.
Gordon enfrentou Josh Samman em 6 de Dezembro de 2014 no UFC 181, na sua segunda aparição no UFC. Ele foi derrotado por nocaute no segundo round.
Gordon novamente foi derrotado, dessa vez por Chris Dempsey em 18 de Abril de 2015 no UFC on Fox: Machida vs. Rockhold por decisão dividida.
Gordon enfrentou o vencedor do TUF Brasil 3 Antonio Carlos Jr. em 27 de Junho de 2015 no UFC Fight Night: Machida vs. Romero. Após ser dominado durante toda a luta, ele foi derrotado por finalização nos últimos segundos.

#### Demissão
No dia 19 de outubro de 2015, Eddie Gordon foi demitido do UFC.

## Títulos
- Ultimate Fighting Championship
  - Vencedor do The Ultimate Fighter 19

- Ring of Combat
  - Título Meio Pesado do Ring of Combat (uma vez) [6]

## Cartel no MMA
| Cartel no MMA   |            |            |
| 11 lutas        | 7 vitórias | 4 derrotas |
| Por nocaute     | 3          | 1          |
| Por finalização | 1          | 1          |
| Por decisão     | 3          | 2          |

| Res.    | Cartel | Oponente             | Método                               | Evento                              | Data       | Round | Tempo | Local                     | Notas                                              |
| ------- | ------ | -------------------- | ------------------------------------ | ----------------------------------- | ---------- | ----- | ----- | ------------------------- | -------------------------------------------------- |
| Vitória | 8-4    | Chris Lozano         | Decisão (dividida)                   | Cage Fury Fighting Championships 60 | 06/08/2016 | 3     | 5:00  | Atlantic City, New Jersey |                                                    |
| Derrota | 7-4    | Antonio Carlos Jr.   | Finalização (mata leão)              | UFC Fight Night: Machida vs. Romero | 27/06/2015 | 3     | 4:37  | Hollywood, Florida        |                                                    |
| Derrota | 7-3    | Chris Dempsey        | Decisão (dividida)                   | UFC on Fox: Machida vs. Rockhold    | 18/04/2015 | 3     | 5:00  | Newark, New Jersey        |                                                    |
| Derrota | 7-2    | Josh Samman          | Nocaute (chute na cabeça)            | UFC 181: Hendricks vs. Lawler II    | 06/12/2014 | 2     | 3:08  | Las Vegas, Nevada         |                                                    |
| Vitória | 7–1    | Dhiego Lima          | Nocaute (socos)                      | The Ultimate Fighter 19 Finale      | 06/07/2014 | 1     | 1:11  | Las Vegas, Nevada         | Ganhou o TUF 19 no Peso Médio; Estréia nos Médios. |
| Vitória | 6–1    | Oscar Delgado        | Finalização (mata leão)              | CFA 11                              | 24/05/2013 | 2     | 1:32  | Coral Gables, Florida     | Peso Casado 190lbs.                                |
| Derrota | 5–1    | Anton Talamantes     | Decisão (unânime)                    | Ring of Combat 42                   | 14/09/2012 | 3     | 5:00  | Atlantic City, New Jersey | Perdeu o Título Meio Pesado do Ring of Combat.     |
| Vitória | 5–0    | Carlos Brooks        | Decisão (unânime)                    | Ring of Combat 41                   | 15/06/2012 | 3     | 5:00  | Atlantic City, New Jersey | Ganhou o Título Meio Pesado do Ring of Combat.     |
| Vitória | 4–0    | Ryan Contaldi        | Nocaute (soco)                       | Ring of Combat 40                   | 27/04/2012 | 1     | 2:58  | Atlantic City, New Jersey |                                                    |
| Vitória | 3–0    | David Tkeshelashvili | Decisão (majoritária)                | Ring of Combat 39                   | 10/02/2012 | 3     | 4:00  | Atlantic City, New Jersey |                                                    |
| Vitória | 2–0    | Steve Edwards        | Nocaute Técnico (interrupção médica) | Ring of Combat 37                   | 09/09/2011 | 2     | 4:00  | Atlantic City, New Jersey |                                                    |
| Vitória | 1–0    | J.A. Dudley          | Decisão (unânime)                    | Ring of Combat 36                   | 17/06/2011 | 3     | 4:00  | Atlantic City, New Jersey |                                                    |